# Gedaljá böjtje

## A Gedaljá böjtjének időpontja
A zsidó naptár szerint:
- tisri 3.

A Gergely-naptár szerint:
- 5770: 2009. szeptember 21.
- 5771: 2010. szeptember 12.*
- 5772: 2011. október 2.*
- 5773: 2012. szeptember 19.
- 5774: 2013. szeptember 8.

* Amennyiben tisri 3. szombatra esik, akkor a böjt átkerül tisri 4-re.
Gedaljá böjtje (héberül צוֹם גְּדַלְיָּה com gedaljá), egy zsidó böjtnap, mely hajnaltól alkonyatig tart.
A böjt során Júdea igazságos helytartójára, Gedaljára emlékeznek a hívők, aki Ahikám fia és Sáfán unokája.
A helytartót Izmáel ölte meg ezen a napon a Micpában tartózkodó zsidókkal és káldeusokkal együtt.

## Lásd még
- Judaisztikai szakirodalmi művek listája

## Külső hivatkozások
- Gedaljá böjtje – zsido.com
- Zsidó gyásznapok
- Gedalja – Magyar katolikus lexikon